# Frederick John Jackson
Sir Frederick John Jackson (Oran Hall nabij Catterick, 1859 - Beaulieu-sur-Mer, 3 februari 1929) was een Brits bestuurder, tevens ontdekkingsreiziger en ornitholoog.
Hij maakte deel uit van een Britse expeditie die trachtte contact te maken met Emin Pasha die in Soedan was geïsoleerd na de overwinning van de Mahdi.
In 1889 leidde hij een expeditie van de Imperial British East Africa Company in de nieuwe Britse kolonie Kenia. Later werd hij de eerste gouverneur van deze kolonie. Hij was ook gouverneur van Oeganda van 1911 tot 1918. Daarna ging hij met pensioen.
Hij verzamelde vele vogelspecimens tijdens zijn reizen in Oost-Afrika en beschreef een aantal nieuwe soorten. Hij schreef The Birds of Kenya Colony and the Uganda Protectorate, dat postuum werd uitgegeven in 1938.

## Eerbetoon
Hij wordt herdacht in de naam van een aantal diersoorten, waaronder ten minste negen vogelsoorten, onder meer Euplectes jacksoni, Tockus jacksoni (Jacksons tok) en Pternistis jacksoni (Jacksons frankolijn); verder ook in de namen van:
- de Oost-Afrikaanse driehoornkameleon of jacksonkameleon (Trioceros jacksonii);
- de knaagdieren Otomys jacksoni en Praomys jacksoni;
- Bdeogale jacksoni, Jacksons mangoeste;
- de spitsmuizensoort Crocidura jacksoni.